# Mallaig

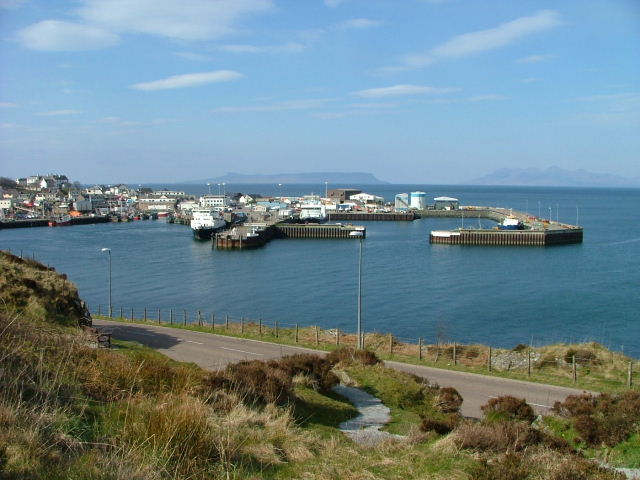
Vista de Mallaig

Mallaig (en gaèlic escocès: Malaig) és un port a Lochaber situat en la costa nord-oest de les Terres altes d'Escòcia. A l'estació de tren de Mallaig acaba la Línia Oest de les Terres Altes (sucursal Fort William & Mallaig), que va ser completada l'any 1901. El llogaret s'uneix amb Fort William per la carretera A830, també coneguda com "The Road to the Isles".

## Història i Actualitat
El llogaret de Mallaig va ser fundat als anys 1840 quan el Senyor Lovat, l'amo de l'Estat de Morar del Nord va dividir la granja de Mallaigvaig en disset sectors de terra i va animar als seus arrendataris que es van mudar al costat oest de la península i canviar les seves ocupacions en la pesca. La població i l'economia local es va expandir ràpidament al segle xx amb l'arribada del ferrocarril. Els transbordadors són operats per Caledonian MacBrayne i Bruce Watts Sea Cruises. Naveguen des del port a Armadale, un llogaret situat a l'Illa de Skye,també a Inverie a Knoydart, i a les illes de Rum, Eigg, Muck i Canna. Mallaig és el principal port de la pesca comercial de la costa oest d'Escòcia, i durant la dècada de 1960 va ser el port d'areng més actiu a Europa. Amb els seus famosos arengs fumats tradicionalment, Mallaig enorgullia, però avui només queden fumadors tradicionals com Jaffy and Sons.
Mallaig i els seus voltants és una zona popular per a les vacances.
La majoria de la comunitat parla l'anglès amb una minoria que parla totes dues llengües: anglès i el gaèlic escocès. És possible aprendre la llengua, ja que el gaèlic encara està sent ensenyat a les escoles.

## Galeria d'imatges

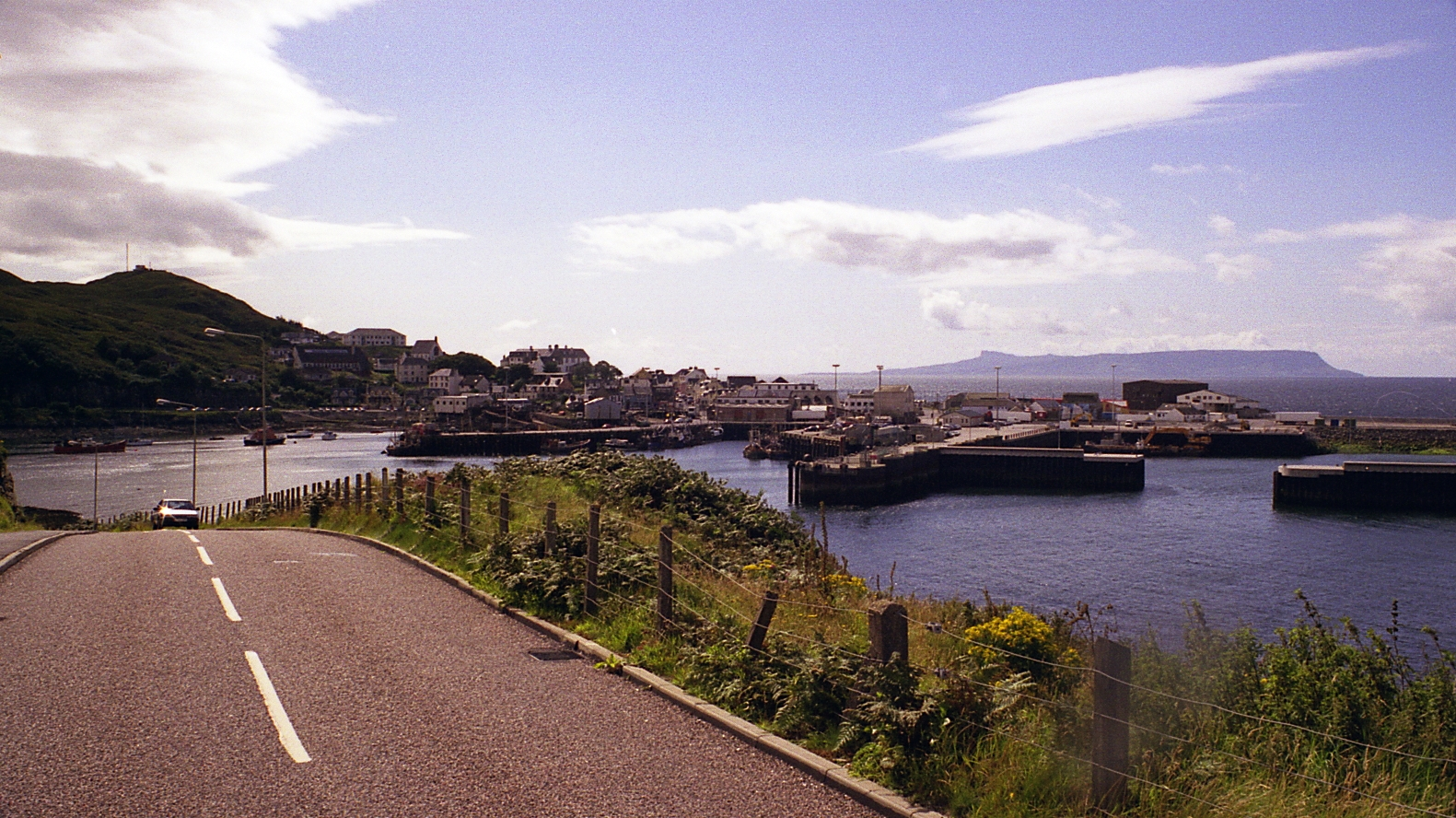
Vista de Mallaig
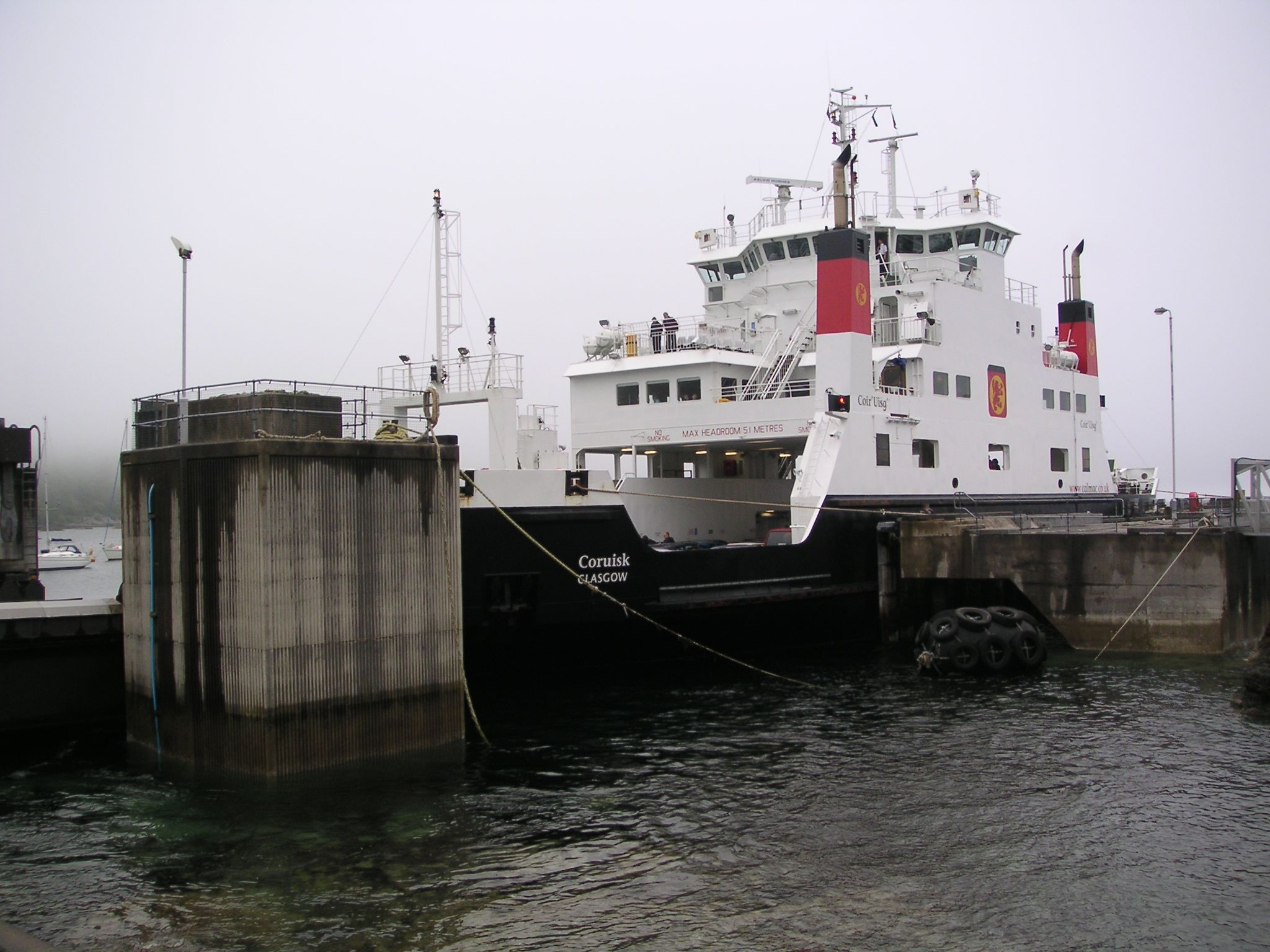
el ferry Mallaig-Armadale
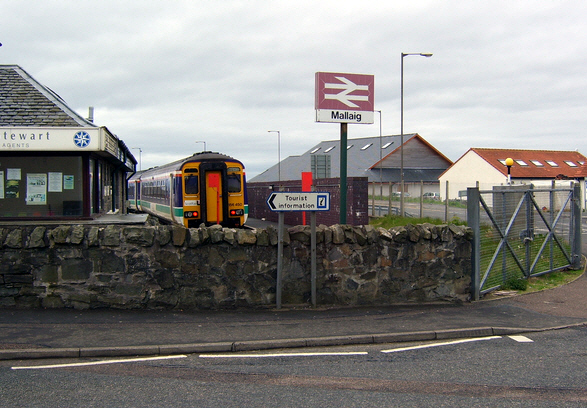
Estació de Mallaig
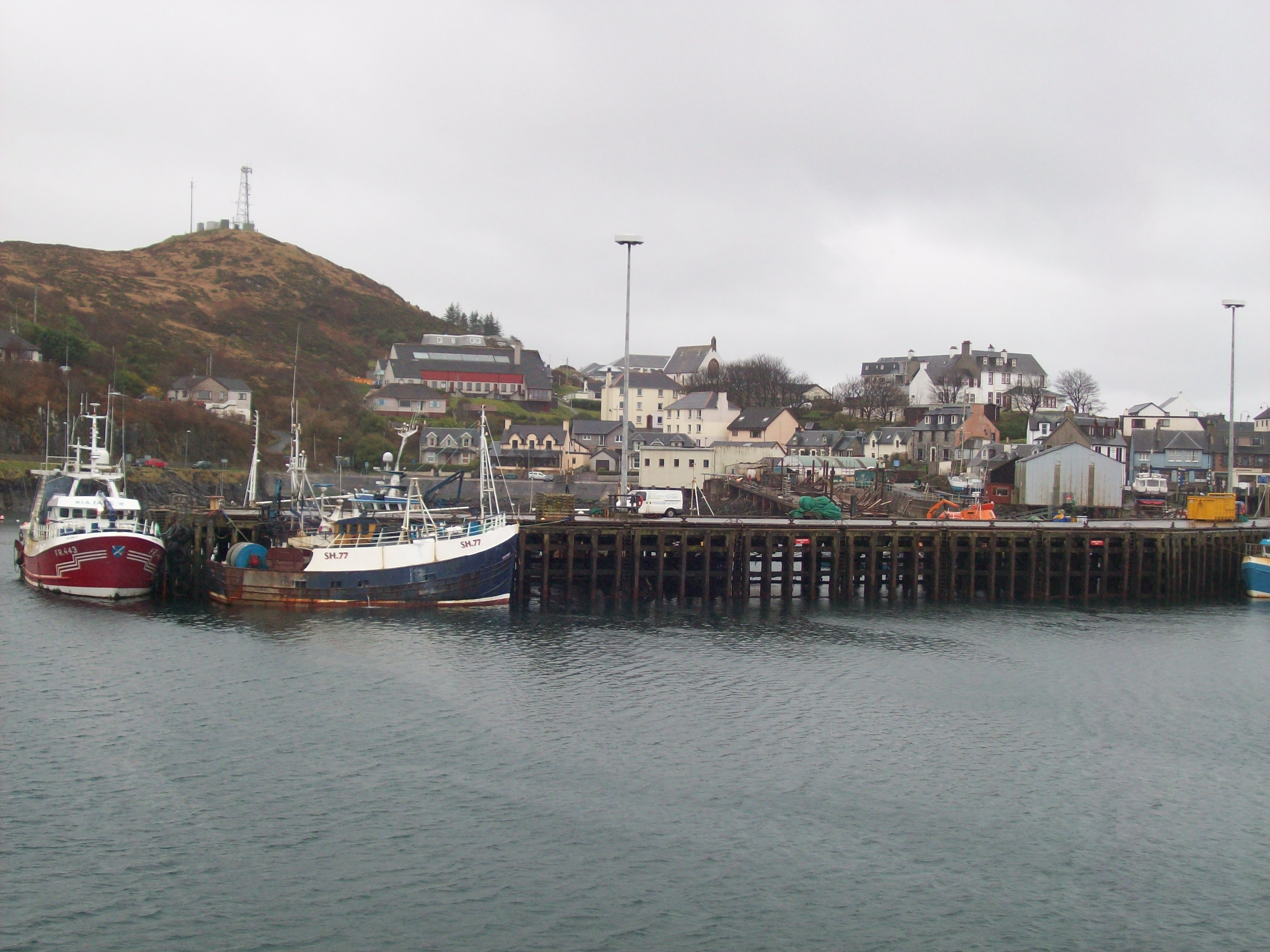
Port de Mallaig